# Veneza
Veneza (em italiano:  Venezia, em vêneto: Venexia, AFI: [veˈnɛsja]) é uma cidade no nordeste da Itália situada sobre um grupo de 117 pequenas ilhas separadas por canais e ligadas por pontes. Ela está localizada na pantanosa Lagoa de Veneza, que se estende ao longo da costa entre as bocas dos rios Po e Piave. Veneza é famosa pela beleza de sua arquitetura e obras de arte. Uma parte da cidade está listada como um Patrimônio Mundial, juntamente com a sua lagoa.
Veneza é a capital da região de Veneto. Em 2024, havia 250.369 habitantes na comuna de Veneza, dos quais cerca de 54 mil vivem na cidade histórica de Veneza (centro storico); 173 mil em Terraferma (continente), principalmente na grande frazioni (equivalente a "paróquias" ou "divisões" em outros países) de Mestre e Marghera, além de 22 mil em outras ilhas da lagoa). Junto com Pádua e Treviso, a cidade está incluída na área metropolitana de Pádua-Treviso-Veneza (PATREVE), com uma população total de 2,6 milhões de pessoas.
O nome é derivado do antigo povo veneti, que habitou a região até o século X a.C. A cidade foi a capital da histórica República de Veneza e é conhecida como o "La Dominante", "Serenissima", "Rainha do Adriático", "Cidade da Água", "Cidade Flutuante" e "Cidade dos Canais". A República de Veneza foi uma grande potência marítima durante a Idade Média e o Renascimento, além de ser um ponto de parada para as Cruzadas e a Batalha de Lepanto, bem como um centro comercial muito importante (especialmente de produtos como seda, fibra e especiarias) e artístico entre o século XIII até o final do século XVII. Tamanha importância fez de Veneza uma cidade rica em quase toda a sua história.
Ela também é conhecida por seus vários movimentos artísticos importantes, especialmente do período renascentista. Após as guerras napoleônicas e o Congresso de Viena, a República foi anexada pelo Império Austríaco, até que se tornou parte do Reino da Itália em 1866, na sequência de um referendo realizado como resultado da Terceira Guerra de Independência Italiana. A cidade também desempenhou um papel importante na história da música sinfônica e da ópera, sendo o local de nascimento de Antonio Vivaldi.

## Etimologia
O nome Veneza está relacionado com o povo conhecido como Vênetos, talvez o mesmo povo chamado por Homero de Eneti (Ενετοί). O significado da palavra é incerto. As conexões com o verbo "venire" (chegar) e (Eslo)vénia são fantasias. Uma conexão com a palavra "venetus" (mar azul) é possível.

## História

### Origem

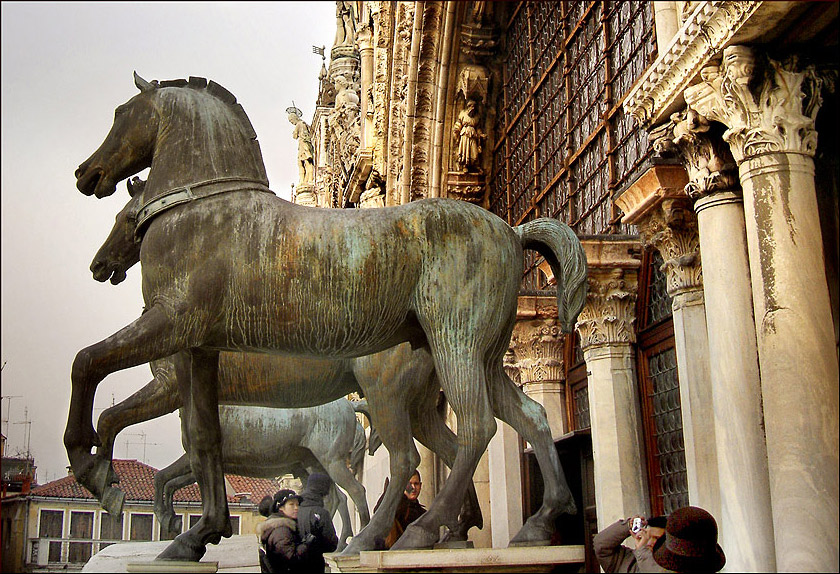
Cavalos de São Marcos, trazidos de Constantinopla em 1204

Embora não haja nenhum registo histórico que lide diretamente com as origens de Veneza, os elementos disponíveis fizeram com que vários historiadores concordassem com a teoria de que a população original de Veneza era formada por refugiados de cidades romanas como Pádua, Aquileia, Altino e Concórdia (moderna Portogruaro), que fugiam das sucessivas invasões germânicas e hunas à Península Itálica no século V.
Algumas fontes romanas tardias revelam a existência de pescadores, nas ilhas das lagoas pantanosas originais, que foram referidos como incolae lacunae ("moradores da lagoa"). A fundação tradicional é identificada com a dedicação da primeira igreja, a de San Giacomo na ilhota de Rialto (Rivoalto) - teria ocorrido ao meio-dia de 25 de março de 421.
Começando em 166-168, os Quados e os Marcomanos destruíram a atual Oderzo. As defesas romanas foram derrubadas no início do século V pelos Visigodos e, cerca de 50 anos depois, pelos hunos liderados por Átila. A mais duradoura invasão foi a dos lombardos em 568. A leste, o Império Bizantino estava estabelecendo domínios na região do atual Vêneto e as principais entidades administrativas e religiosas do império na Península Itálica foram transferidas para este domínio. Foram construídos novos portos, incluindo Malamoco e Torcello na lagoa de Veneza.[carece de fontes?]

O Retorno de Bucentauro ao Molo no Dia de Ascensão, por Canaletto (1730)

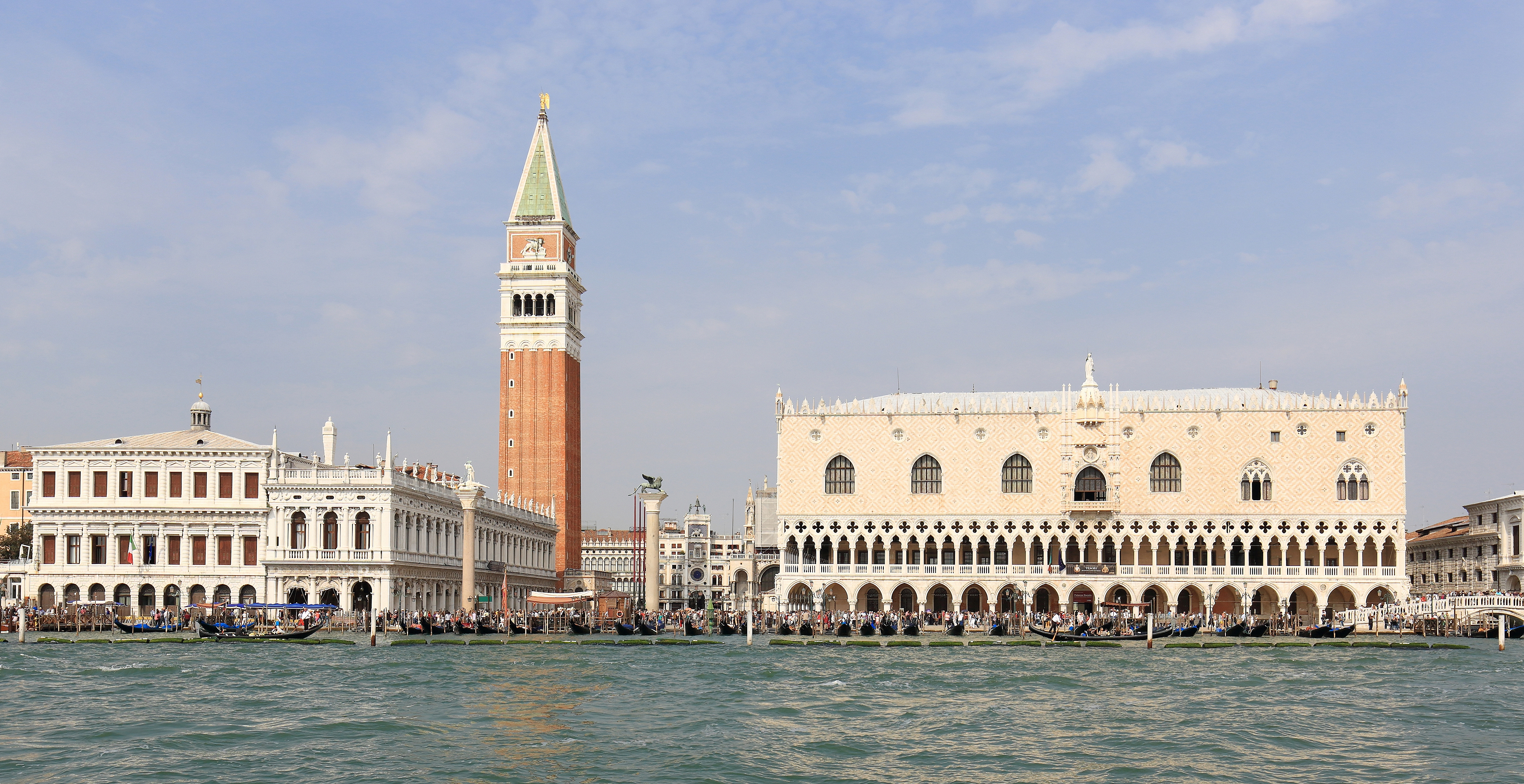
Casa da Moeda, Biblioteca Marciana, Campanário de São Marcos e Palácio Ducal.

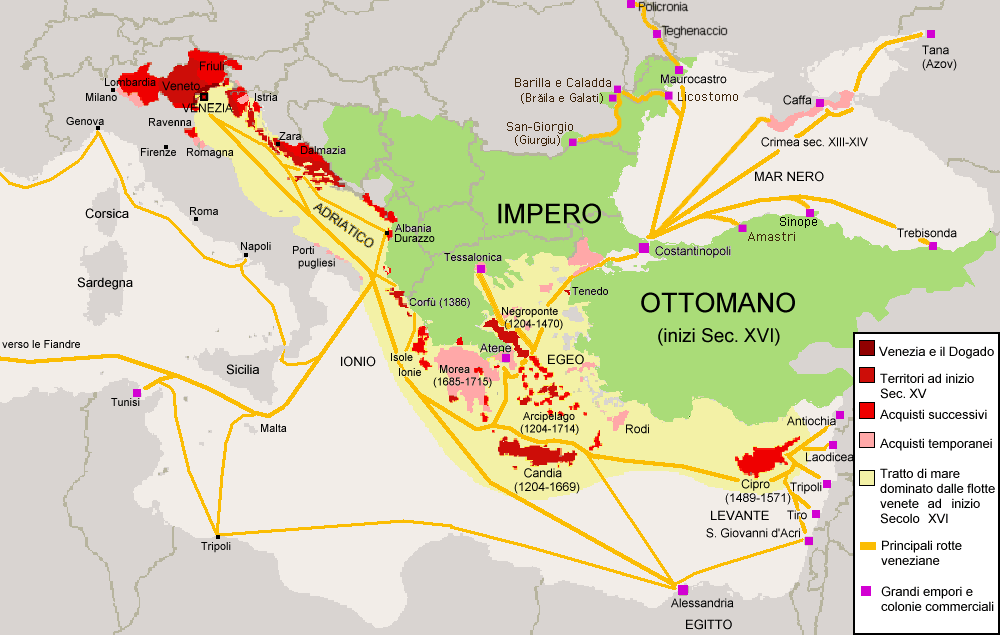
Territórios da República de Veneza (em vermelho).

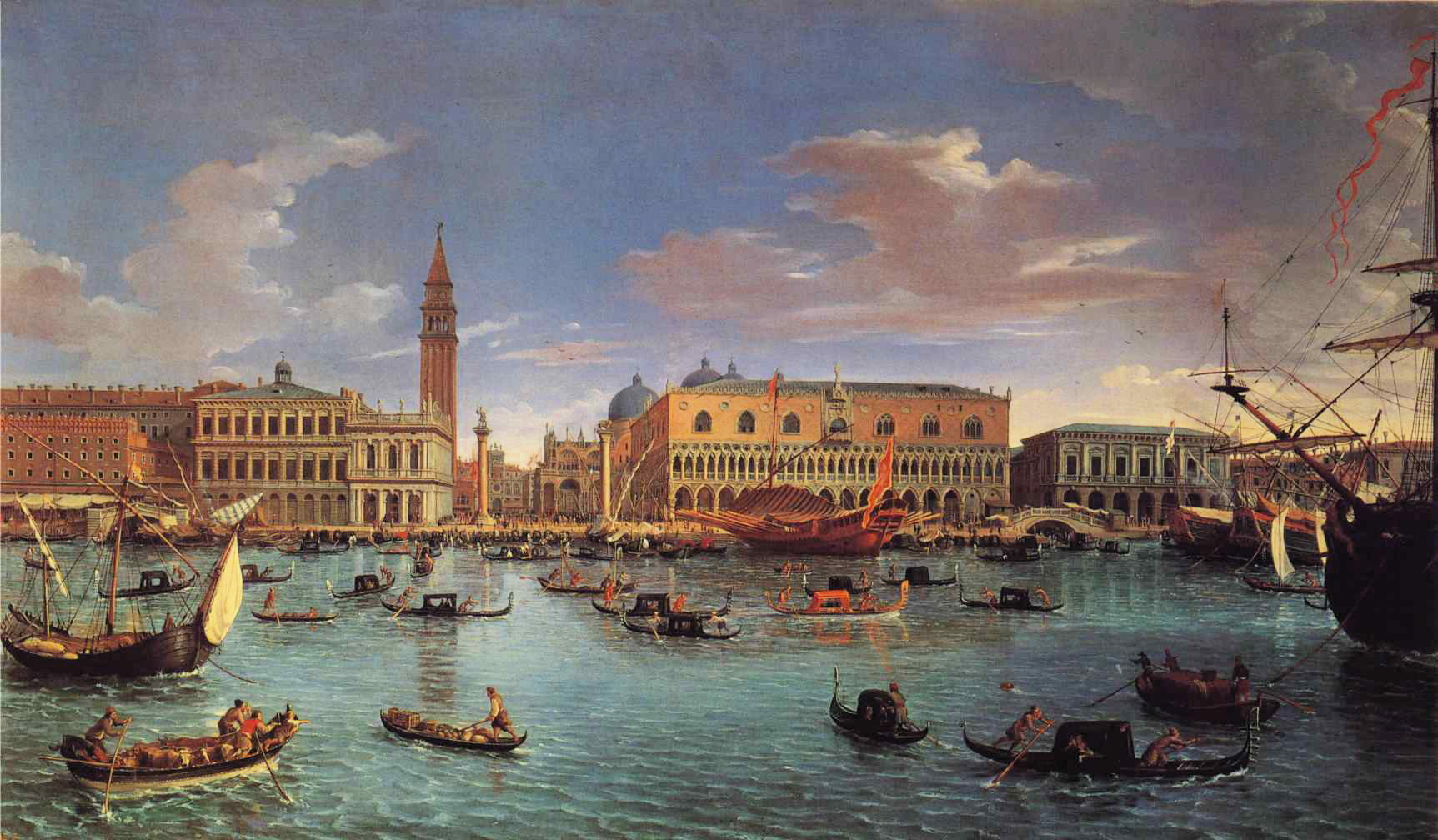
Praça de São Marcos, em Veneza, em 1697

O domínio bizantino na Itália Central e Setentrional posteriormente foi eliminado em grande medida pela conquista do Exarcado de Ravena em 715 por Astolfo. Durante este período, a sede local do governo bizantino (a residência do "duque/doux", depois chamado de doge), foi situada em Malamoco.[carece de fontes?] Em 775-776, a sede do bispado de Olivolo (Helípolis) foi criada. Durante o reinado do doge Agnello Participazio (811-827), a sede ducal foi movida de Malamoco para a ilha  protegida de Rialto (de "rivoalto", isto é, costa alta).

### Os doges
O doge era o primeiro magistrado da República de Veneza. Os seus atributos simbólicos eram ainda reminiscências do Império Bizantino. O poder dos doges foi sempre limitado pelos venezianos, através, por exemplo, do promissio ducalis, uma carta de princípios e promessas que deviam jurar na data de entrada em funções. O texto foi fixado em 1172, quando foi eleito Enrico Dandolo, e foi alvo de alterações em 1192 e 1229. A partir deste último ano, a eleição do doge ficou submetida ao exame do Conselho dos Cinco Correctores. A partir de 1501, a promissio foi lida todos os anos ao doge em funções. Em 1646, a dogeza (a mulher do doge) foi interdita à coroação. Durante o século XVII, os membros da família do doge estavam interditos na magistratura e embaixadas venezianas.[carece de fontes?]
O primeiro título de doge em Veneza foi dado no século IX como dux Veneciarum ("chefe dos Venezianos"), título que se manteve durante toda a existência do cargo. Do século IX ao século XII, os doges juntaram ao título os de dux Croatorum ("chefe dos croatas"), dux Dalmatinorum (chefes dos dálmatas), totius Istriæ dominator ("soberano de toda a Ístria"), dominator Marchiæ ("soberano das Marcas"), traduzindo assim o domínio veneziano no mar Adriático. Em 1095, o epitáfio do doge Vitale Faliero de Doni proclamava-o mesmo rex et corrector legum ("rei e promulgador das leis").
Enrico Dandolo, no fim do século XII, intitulava-se dominator quarte et dimidie partis totius Imperii Romanie ("soberano de um quarto e meio de todo o Império Romano"). O título prolongou-se até 1356 e foi abandonado por Giovanni Delfino.[carece de fontes?]

### Expansão

Stato da Màr (colônias) da República de Veneza.

A influência política de Veneza foi marcante na história da Europa, sobretudo quando a partir da Alta Idade Média se expandiu graças ao controlo do comércio com o Oriente e aos benefícios que daí vinham. Essa expansão deu-se sobretudo na zona do mar Adriático e do Mar Egeu. Veneza alcançou o apogeu na primeira metade do século XV, quando os venezianos começaram a expandir-se pela Itália oriental, como resposta ao ameaçador avanço de João Galeácio Visconti, duque de Milão.[carece de fontes?]
Veneza soube aproveitar todas as mudanças que ocorreram no mundo ocidental: aliou-se com os francos contra os longobardos; aliou-se com o Império Bizantino contra os normandos; foi benevolente e tolerante com o Islão, de tal modo que ao estar o Império Bizantino em guerra com os árabes este não podia comerciar sem grandes riscos, e foi nessa ocasião que os navios venezianos partiram para Alexandria, Beirute e Jafa, monopolizando aquele comércio.[carece de fontes?]

### Decadência
A queda de Constantinopla em 1453 marcou o princípio da decadência. A descoberta do caminho marítimo para a Índia por Vasco da Gama (1498) e a descoberta da América por Cristóvão Colombo (1492) deslocaram as rotas de comércio e Veneza viu-se obrigada a sustentar uma luta esgotante contra os turcos otomanos. Em 1797, foi invadida pelas tropas de Napoleão Bonaparte. Com a assinatura do tratado de Campofórmio, dividiu-se o seu território entre França e Império Habsburgo.[carece de fontes?]
Veneza está rodeada de lagoas de pouco profundidade, e isso valeu-lhe sempre como excelente defesa. Nas suas águas encalhavam facilmente os navios que não conheciam os fundos. Era também uma cidade entrincheirada protegida por grandes muralhas. As "muralhas" de Veneza são os perigosos bancos de areia que ficam quase a descoberto na baixa-mar. Para chegar a Veneza vindo do mar Adriático, é preciso conhecer as passagens, que em tempos de paz eram assinaladas com fileiras de estacas com luzes à noite.[carece de fontes?]

## Geografia

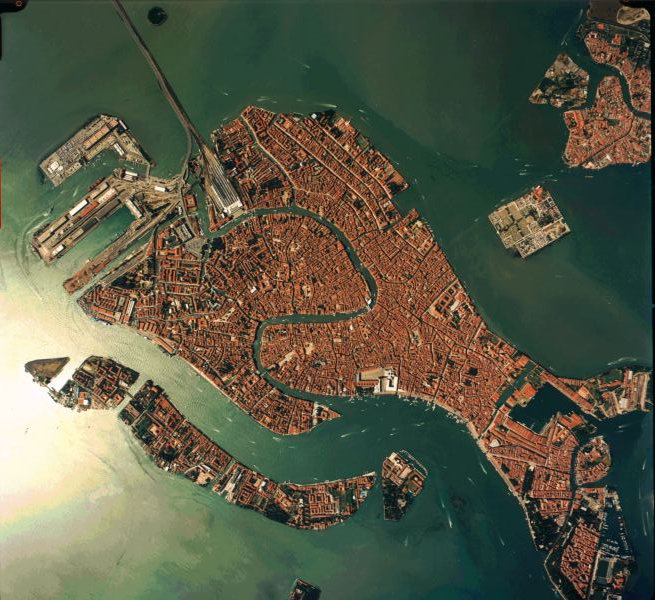
Imagem de satélite de Veneza

Veneza ocupa uma localização excepcional numa lagoa do Mar Adriático, a lagoa de Veneza. O principal núcleo da cidade, o seu centro histórico, é constituído por um conjunto de ilhas no centro da lagoa, com um total de 60 053 habitantes. A estas ilhas no centro da lagoa há que juntar outras no estuário (30 295 residentes) e também na parte continental (180 661 residentes), que com os seus 130,03 km², representam cerca 83% da área emersa do território.
A cidade está coberta por 177 canais, 400 pontes e 118 ilhas, estando localizada entre a foz do rio Ádige (a sul) e do rio Piave (a norte). O centro histórico é totalmente pedonal, atuando como canais rodoviários, bem como os diferentes barcos, que são os únicos meios de transporte na zona.[carece de fontes?]
O centro histórico sempre esteve isolado de terra firme (algo que em numerosas ocasiões representou um eficiente sistema de defesa) até 1846, quando foi construída a ponte ferroviária. Em 1933, a Ponte della Libertà, com 4 km trouxe para a entrada da cidade o tráfego rodoviário, ligando Mestre à Piazzale Roma. A cidade dista cerca de 37 km de Treviso e 40 km de Pádua.
As outras principais ilhas da lagoa são: Lido, Murano, Burano e Torcello. Outras ilhas menores são São Miguel (a ilha do cemitério da cidade), Santo Erasmo, Mazzorbo, La Vignole, Certosa São Francisco do Deserto, São Giacomo em Paludo, São Servolo, São Lazzaro degli Armeni e Giudecca.

### Clima
O clima de Veneza, como o vale do rio Pó, tende para o regime continental, e pode ter Invernos rigorosos e Verões quentes. A chuva pode atingir o valor máximo no Verão, com tempestades.
| Mês                | Jan | Fev | Mar | Abr | Mai | Jun | Jul | Ago | Set | Out | Nov | Dez | Anual |
| ------------------ | --- | --- | --- | --- | --- | --- | --- | --- | --- | --- | --- | --- | ----- |
| Máximas médias °C  | 6   | 8   | 12  | 16  | 21  | 24  | 27  | 27  | 23  | 17  | 11  | 7   | 12    |
| Mínimas médias °C  | -1  | 1   | 4   | 7   | 12  | 16  | 18  | 17  | 14  | 10  | 3   | 0   | 8     |
| Chuva mm.          | 50  | 50  | 60  | 70  | 60  | 70  | 60  | 70  | 60  | 70  | 80  | 60  | 820   |
| Fonte: Weatherbase |     |     |     |     |     |     |     |     |     |     |     |     |       |

## Demografia

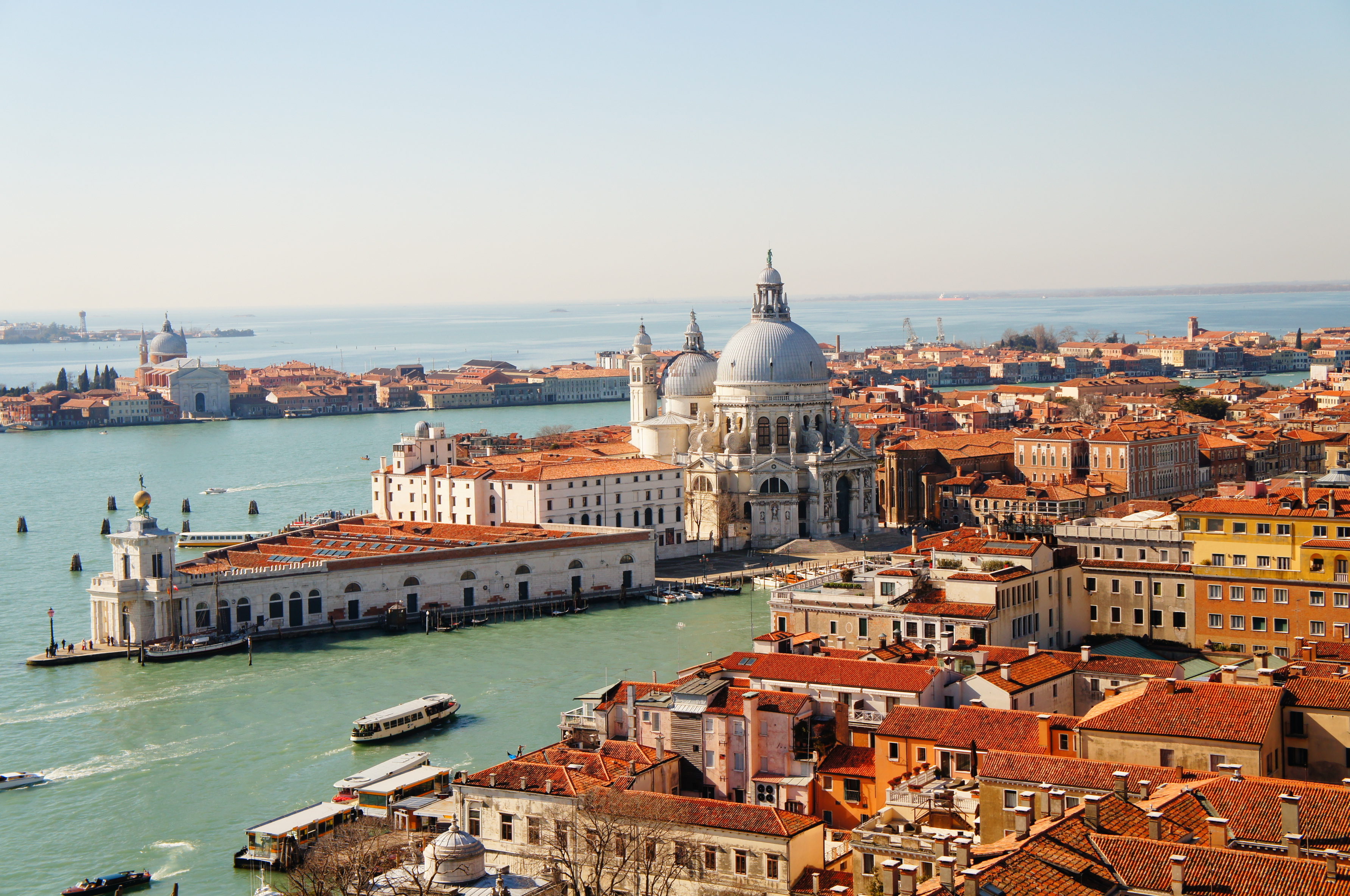
A cidade vista do Campanário de São Marcos

Em 2024 estima-se em 250 369 o número de residentes em Veneza, dos quais 129 855 são do sexo feminino e 120 514 do sexo masculino; Em 2007, a razão de crianças e jovens até aos 18 anos de idade era de 14,36% e a de pensionistas 25,7 por cento. A média de idades dos residentes na cidade era de 46 anos, superior à do país. Entre 2009 e 2024, a população decresceu 9,1%, e no resto do país registou-se um aumento de 11,67%.
Em 2006, 93,70% da população era constituída por italianos. O grupo imigrante mais numeroso era de europeus de outras nacionalidades, como os romenos, com 3,26%, sul-asiáticos: 1,26%, e leste-asiáticos: 0,9%).[carece de fontes?]
| Variação demográfica do município entre 1861 e 2011                               |
|                                                                                   |
| Fonte: Istituto Nazionale di Statistica (ISTAT) - Elaboração gráfica da Wikipedia |

### Religião

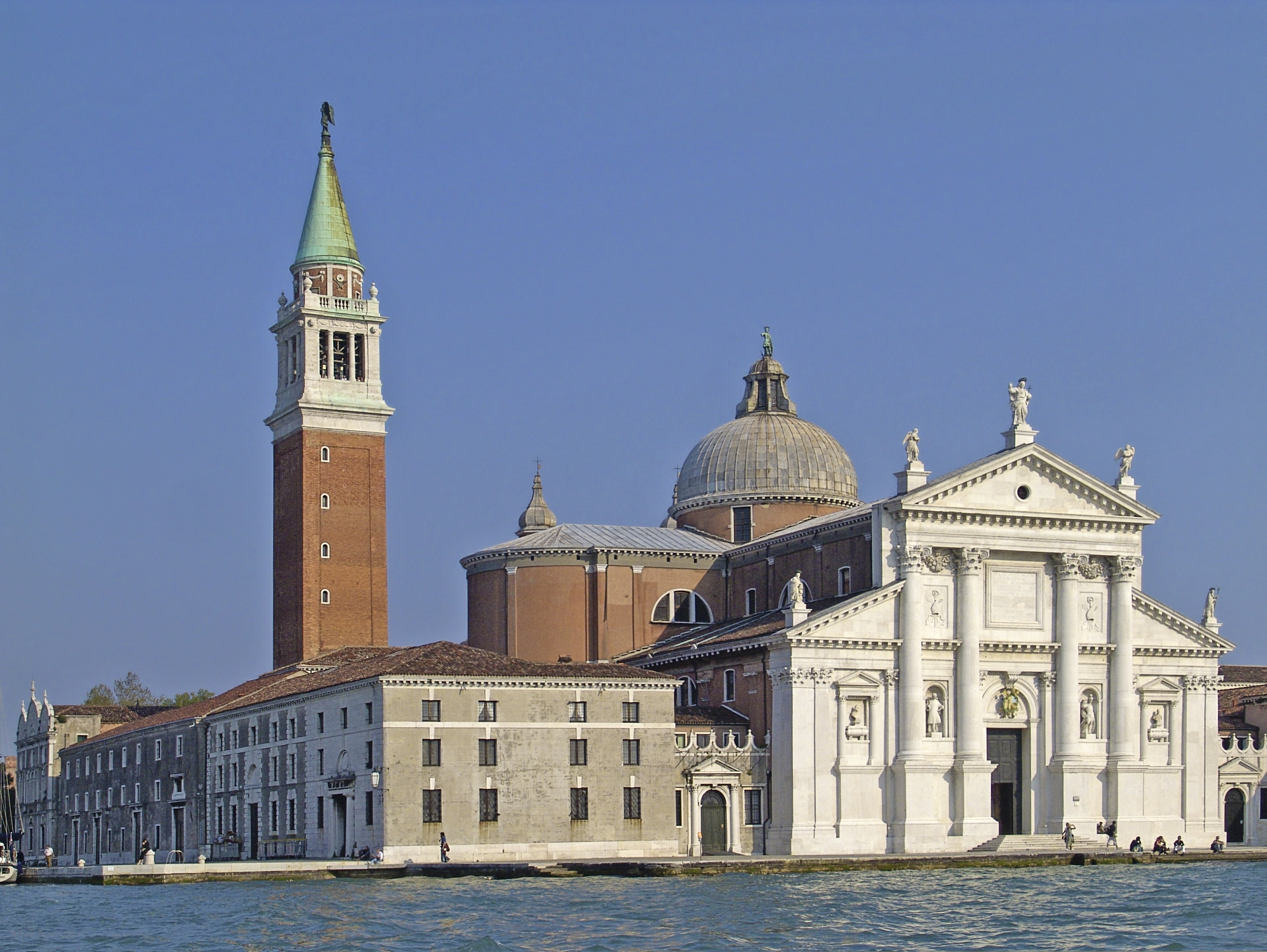
Basílica de São Jorge Maior

O culto religioso é maioritariamente católico, mas devido à imigração há algumas pequenas comunidades cristãs ortodoxas, islâmicas, hinduístas e budistas.[carece de fontes?]
Veneza é um importante centro do catolicismo na Itália. A cidade é sede do patriarcado de Veneza (em latim: Patriarchatus Venetiarum) e sede metropolitana da Igreja Católica, pertencente à região eclesiástica de Triveneto. Em 2004 contava 365 332 batizados entre 370 895 habitantes. No presente é regida pelo Cardeal Patriarca Angelo Scola.
A catedral é a Basílica de São Marcos, e a co-catedral é a Basílica de São Pedro de Castello. A lista de templos cristãos é vastíssima, citando-se apenas os mais significativos: Basílica de São Marcos; Basílica de São Pedro de Castello; Basílica de Santa Maria Gloriosa dei Frari; Basílica de Santa Maria da Saúde; Basílica de São Jorge Maior; Igreja do Redentor; Igreja de São Zacarias; Basílica de São João e São Paulo; Igreja de Santa Maria dos Milagres; Igreja da Madonna dell'Orto; Igreja de Santo Estêvão;  Igreja de São Sebastião; Igreja de São Nicolau dei Mendicoli; Igreja de São Roque; Igreja de São Pantaleão e Igreja de São João em Bragora.

## Política

### Geminações e acordos de cooperação
Veneza possui as seguintes cidades-irmãs:
| - Shiraz, Irã - Islamabad, Paquistão, desde 1960 - Palembang, Indonésia - Suzhou, China, desde 1980 - Bangkok, Tailândia - Tallinn, Estônia - Pereira, Colômbia | - Istambul, Turquia, desde 1993 - Sarajevo, Bósnia e Herzegovina, since 1994 - Yerevan, Armênia, desde 2011 - Banjarmasin, Indonésia - Aveiro, Portugal, desde 1998 - Nuremberg, Alemanha, desde 1999 - Tigre, Argentina | - Qingdao, China, desde 2001 - São Petersburgo, Rússia, 2006-2013 - Thessaloniki, Grécia, desde 2003 - Fort Lauderdale, Estados Unidos, desde 2007 - Wolverhampton, Reino Unido - Most, República Tcheca - Dubrovnik, Croácia, desde 2012 |

Veneza tem acordos de cooperação com a cidade grega de Tessalónica, a cidade alemã de Nuremberga, assinado em 25 de setembro de 1999, e a cidade turca de Istambul, assinado em 4 de março de 1993, no âmbito da Declaração de Istambul de 1991. Tem também uma parceria de Ciência e Tecnologia, com Qingdao, na China.[carece de fontes?]
A cidade de Veneza e a Associação Central de Cidades e Comunidades da Grécia (KEDKE) estabeleceram, em janeiro de 2000, nos termos do Regulamento CE n. 2 137/85, o Agrupamento Europeu de Interesse Económico (AEIE) - Sistema Marco Polo, que tem por objetivo promover e realizar projetos europeus no âmbito cultural e turístico no campo transnacional, especialmente previsto para a preservação e salvaguarda do património artístico e arquitectónico.

## Subdivisões

Divisão administrativa de Veneza.
Cannaregio
Castello
Dorsoduro
San Marco
San Polo
Santa Croce

A comuna de Veneza não está dividida, ao contrário do que é comum em Itália, em frações comunais. O centro da cidade segue uma tradição de divisão em bairros chamados sestieri (plural de sestiere).
Os sestieri do centro histórico são os seis seguintes:
- Cannaregio - o sestiere mais setentrional de Veneza. É neste sestiere que termina a Ponte della Libertà que liga a cidade ao continente e a estação ferroviária de Venezia Santa Lucia.
- Castello - o mais oriental.
- Dorsoduro (inclui a ilha Giudecca) - o sestiere mais meridional de Veneza. Fica a sul dos sestieri de Santa Croce e San Polo, englobando as ilhas situadas do outro lado do canal da Giudecca, à exceção da ilha de San Giorgio Maggiore que pertence ao sestiere de San Marco. O seu nome provém da natureza do terreno, mais duro que as terras envolventes.
- San Marco - constitui o coração da fundação da Sereníssima e inclui a Praça de São Marcos, a Basílica e o Campanário.
- San Polo - o menor, de um dos lados da ponte de Rialto.
- Santa Croce - o mais ocidental, que pertencia à zona chamada Luprio, onde se encontravam os pântanos salgados nos primeiros tempos da história de Veneza.

## Economia

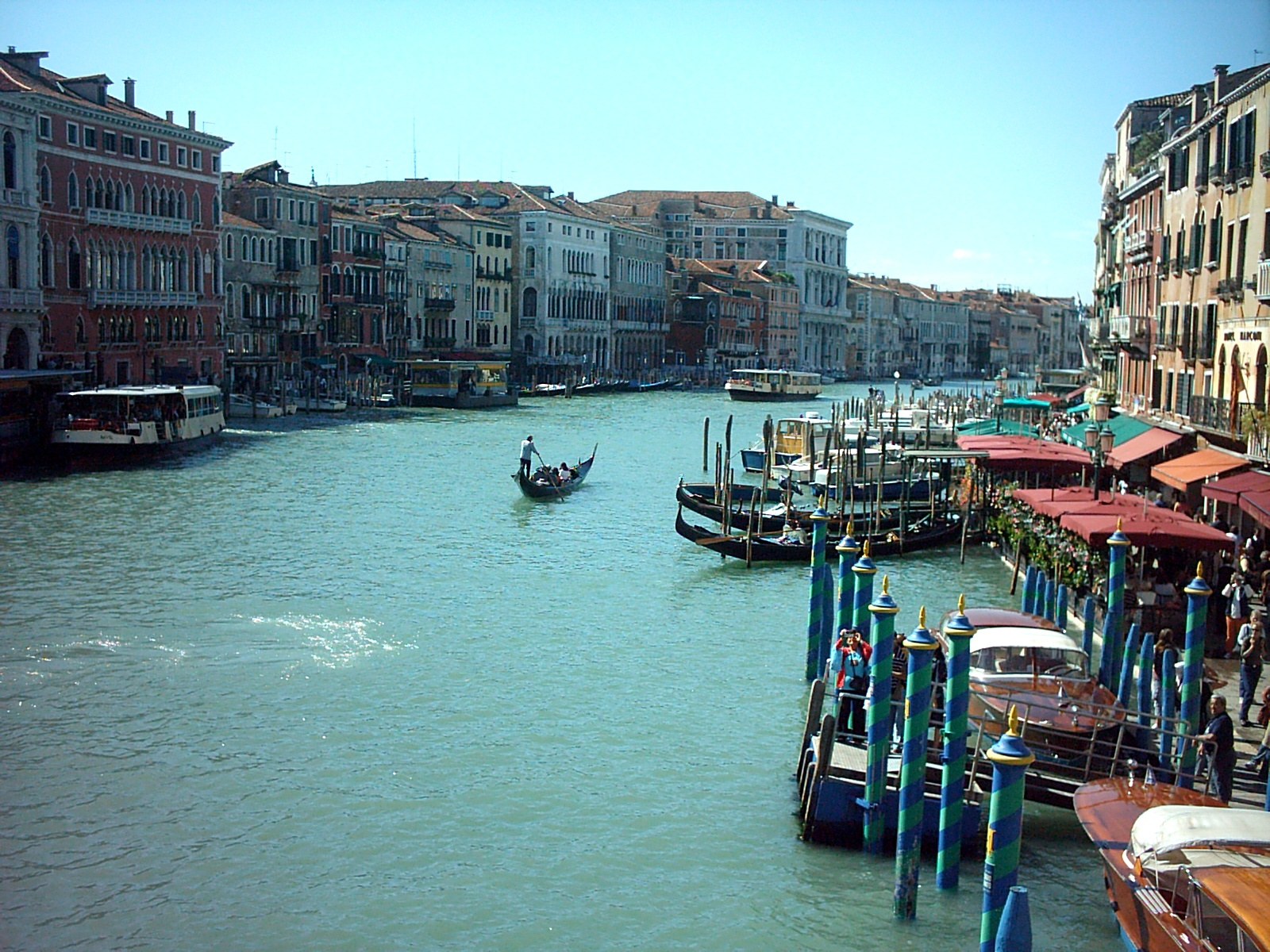
Grande Canal.

A economia de Veneza mudou ao longo da história. Na Idade Média e no Renascimento, a cidade foi um importante centro comercial e de negócios, uma vez que controlava um vasto império marítimo e se tornou uma cidade europeia extremamente rica, líder em assuntos políticos e econômicos. A partir do século XI até o século XV, peregrinações à Terra Santa eram oferecidas em Veneza. Outros portos, como Gênova, Pisa, Marselha, Ancona e Dubrovnik dificilmente eram capazes de fazer qualquer tipo de concorrência com o transporte bem-organizado de peregrinos de Veneza.
O cenário mudou por volta do século XVII, quando o império comercial de Veneza foi tomado por outros países, como Portugal, e sua importância naval foi reduzida. No século XVIII, a cidade tornou-se um grande exportador agrícola e industrial. O maior complexo industrial do século XVIII era o Arsenal de Veneza e o exército italiano ainda usa o local atualmente (apesar de parte do espaço ter sido utilizado para grandes produções teatrais e culturais e espaços para a arte). Atualmente a economia de Veneza está, principalmente, baseada no turismo, na construção naval (feita principalmente nas cidades vizinhas de Mestre e Porto Marghera), nos serviços, no comércio e nas exportações industriais. A produção de cristal murano em Murano e a produção rendas em Burano também são muito importantes para a economia local.

### Turismo

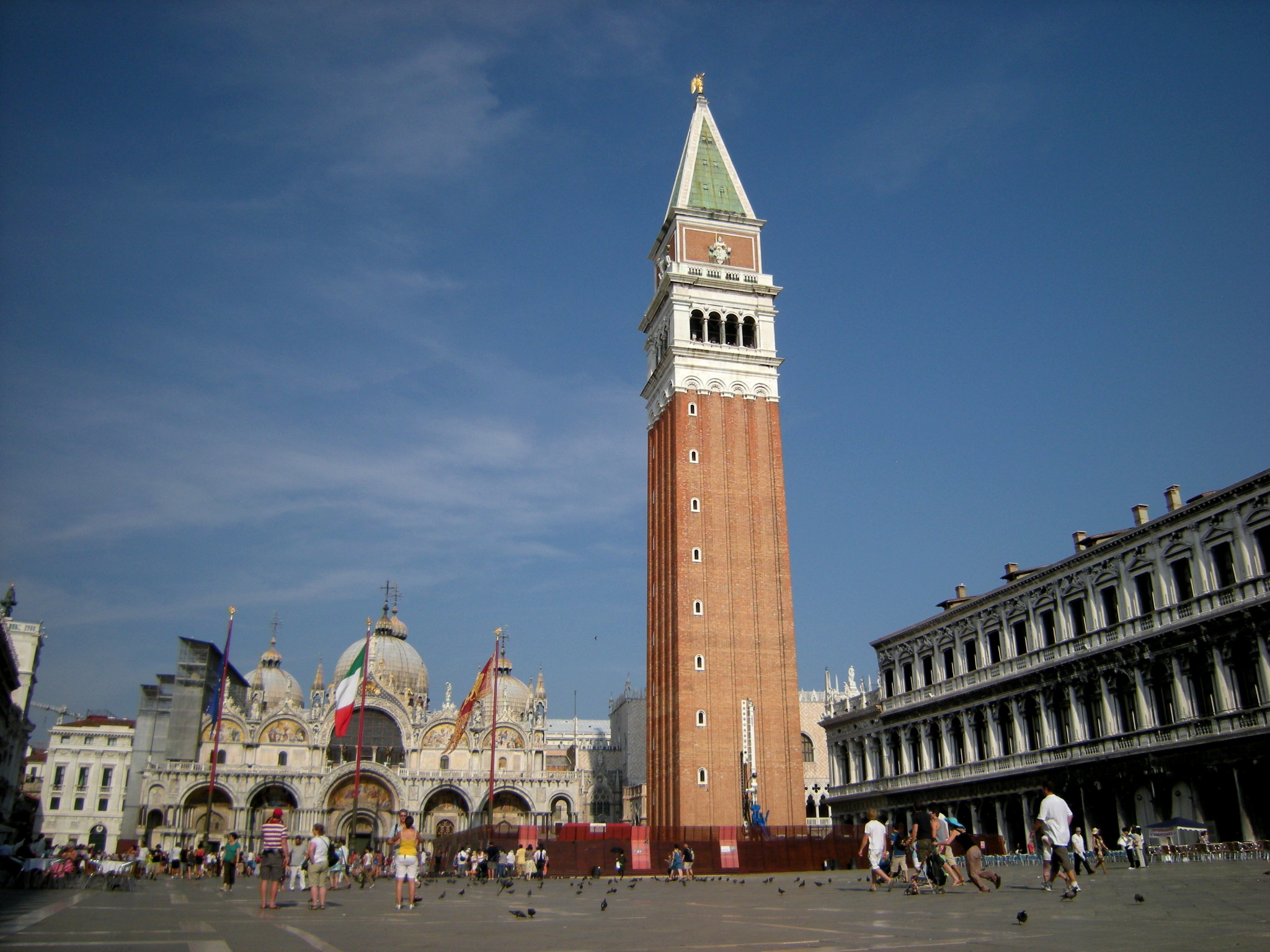
Basílica e Campanário na Praça de São Marcos

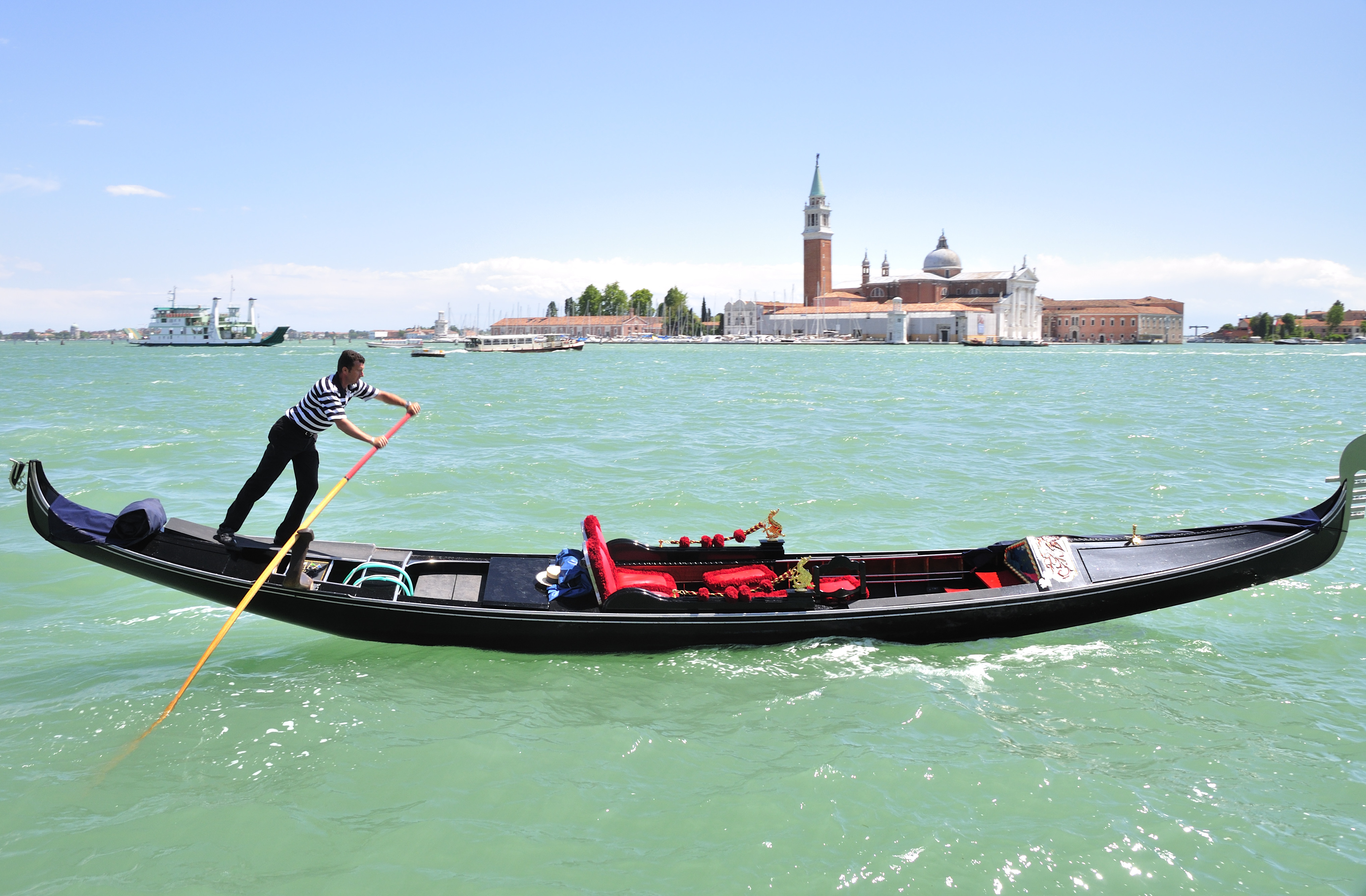
Gôndola veneziana

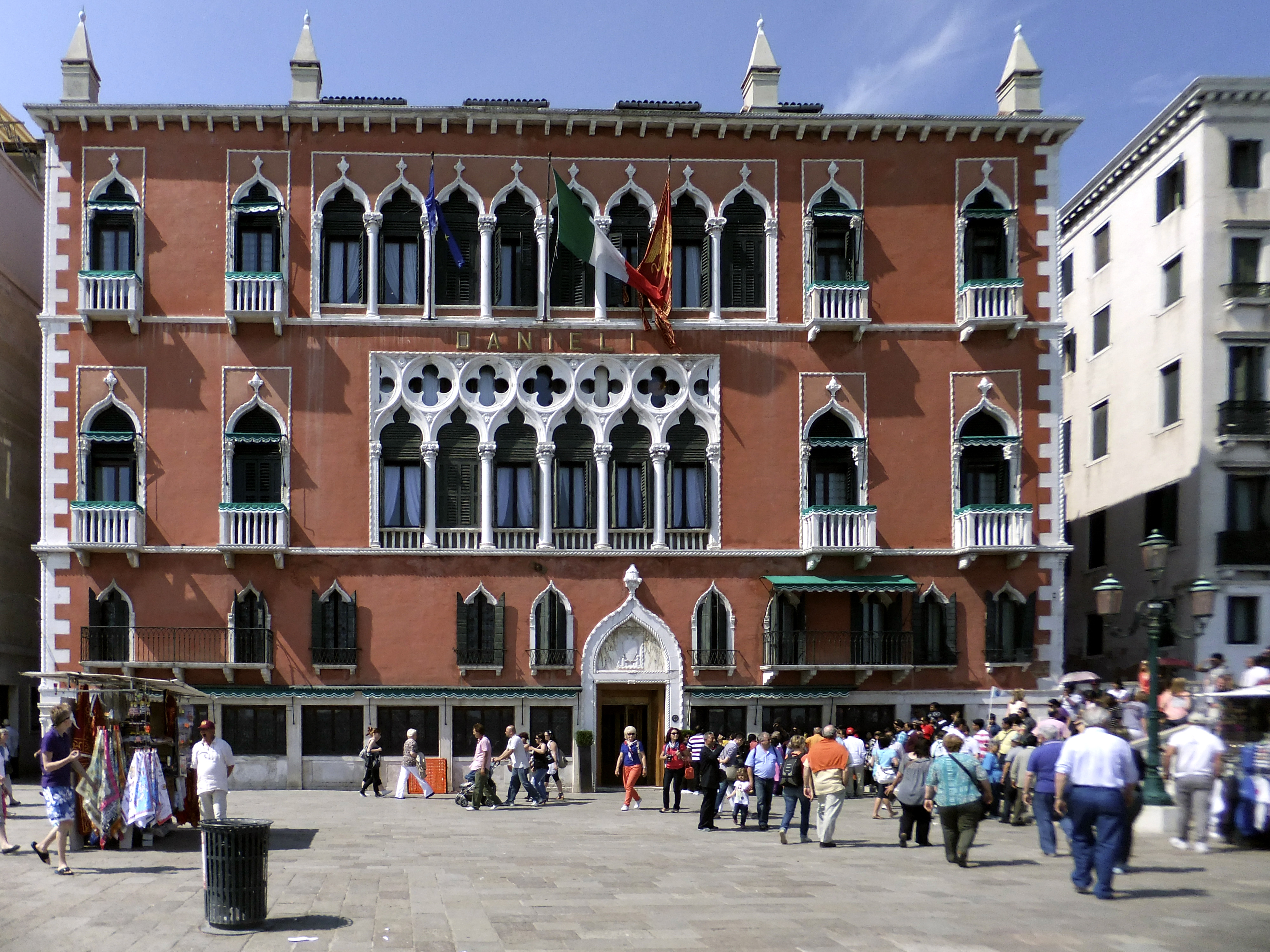
Hotel Danieli.

Veneza é um dos destinos turísticos mais importantes do mundo pela sua arte e arquitetura. A cidade recebe cerca de 50 mil turistas por dia (estimativa 2007). Em 2006, foi classificado como o 28º lugar mais visitado do mundo, com 2,9 milhões de visitantes internacionais naquele ano. A cidade é considerada como uma das mais belas do mundo.
O turismo é um setor importante da economia veneziana desde o século XVIII, quando a cidade era um importante centro para o Grand Tour, com a sua arquitetura bonita e singular, além de seu rico patrimônio cultural, musical e artístico. No século XIX, tornou-se um centro de moda para os ricos e famosos, que muitas vezes ficavam ou jantavam em estabelecimentos de luxo, como o Hotel Danieli e o Caffè Florian. A cidade continuou sendo um polo da moda até o início do século XX. Na década de 1980, o Carnaval de Veneza foi reavivado e a cidade tornou-se um grande centro de conferências e festivais internacionais, como a prestigiada Bienal de Veneza e o Festival de Veneza, que atraem visitantes de todo o mundo por suas produções teatrais, culturais, cinematográficas, artísticas e musicais.
Existem inúmeras atrações em Veneza, como a Basílica de São Marcos, o Grande Canal e a Praça de São Marcos. O Lido di Venezia é também um destino de luxo internacional popular, atraindo milhares de atores, críticos, celebridades e principalmente pessoas da indústria cinematográfica. A cidade também depende muito do negócio de navios de cruzeiro. O Comité de Cruzeiro de Veneza estimou que os passageiros de navio de cruzeiro gastam mais de 150 milhões de euros anualmente na cidade.
No entanto, a popularidade de Veneza como um importante destino turístico a nível mundial tem causado vários problemas, incluindo o fato de que a cidade pode ficar superpovoada em alguns períodos do ano. É considerada por alguns como uma armadilha para turistas e por outros como um "museu vivo". Ao contrário da maioria dos outros lugares na Europa Ocidental, e do mundo, Veneza tornou-se amplamente conhecida por sua decadência elegante. A competição entre estrangeiros para comprar casas em Veneza tem feito os preços subirem tanto que vários habitantes da cidade foram forçados a se deslocar para áreas mais acessíveis da Itália.
A necessidade de equilibrar as receitas do turismo de cruzeiro com a proteção de seus canais frágeis fez o Ministério dos Transportes da Itália a introduzir uma proibição de que grandes navios de cruzeiro entrem na cidade. A proibição só iria permitir que navios de cruzeiro menores do que 40 mil toneladas brutas entrassem no canal de Giudecca e na bacia de São Marcos. Em janeiro, um tribunal regional desistiu da proibição, mas as linhas de cruzeiro globais indicaram que iriam continuar a respeitá-la até que uma solução a longo prazo para a proteção de Veneza seja encontrada. A cidade considera ainda uma proibição de malas de viagem com rodas.

## Infraestrutura

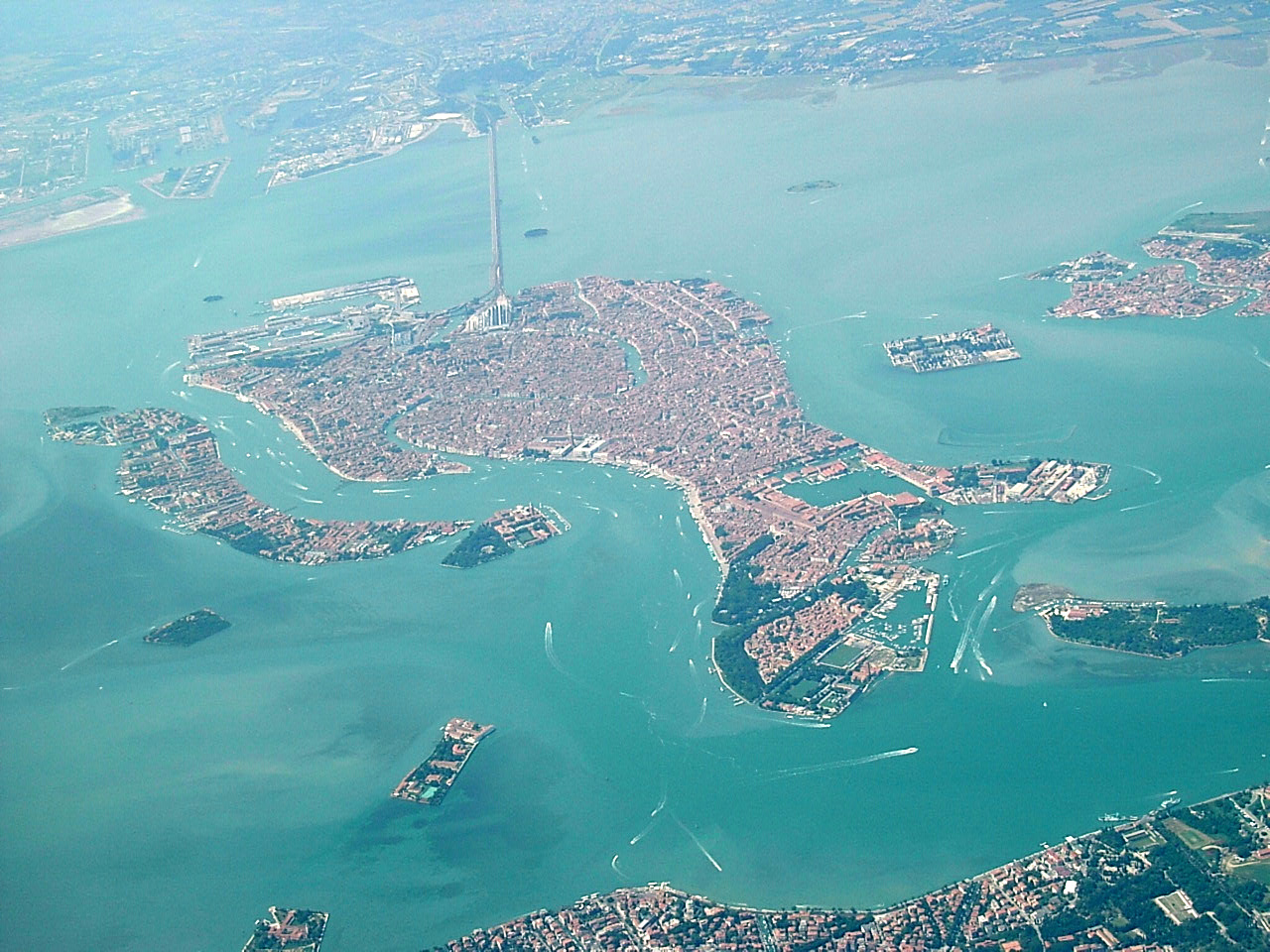
Fotografia aérea que mostra a Ponte della Libertà, que liga Veneza ao continente

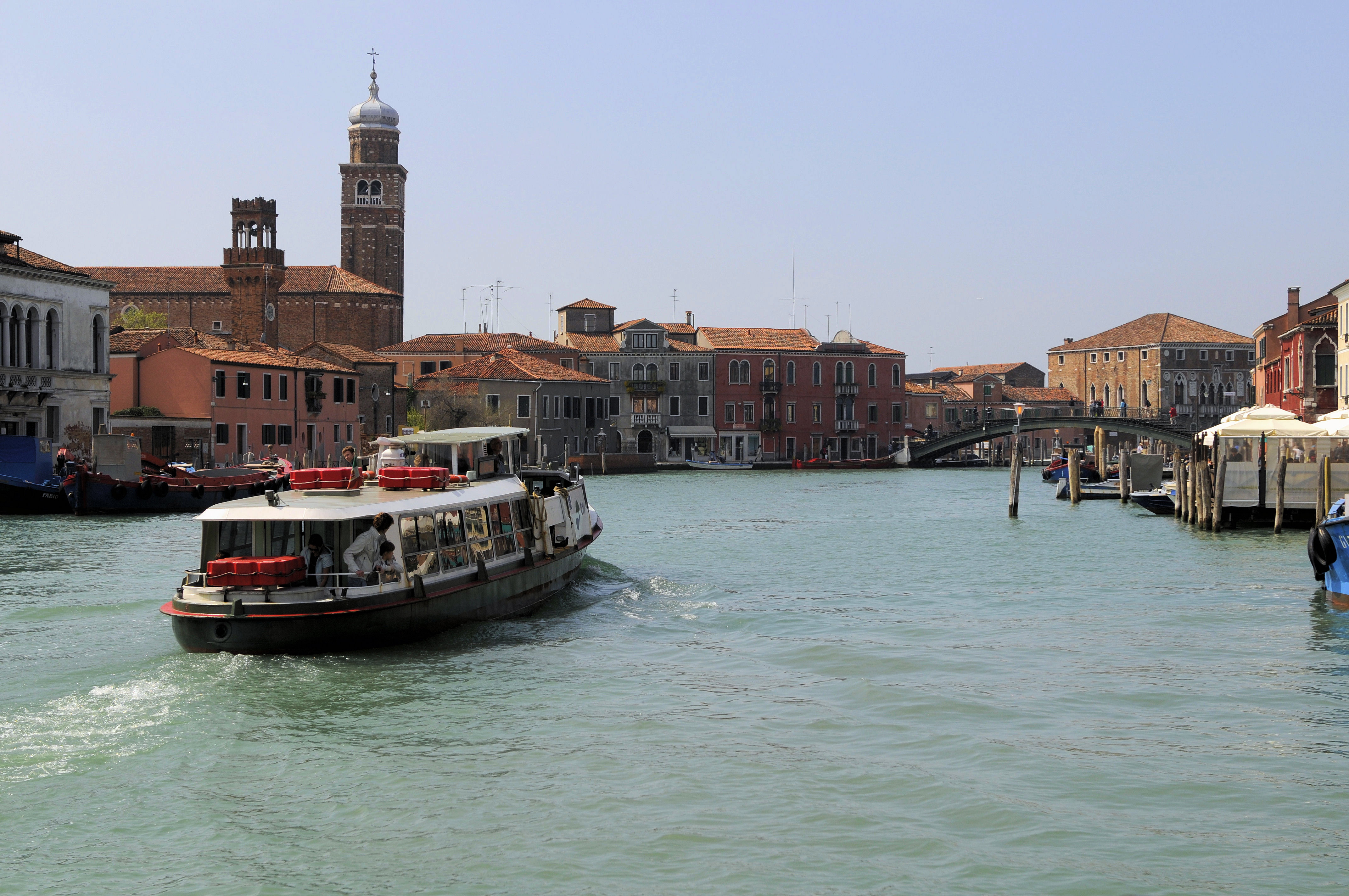
Um vaporetto em Veneza

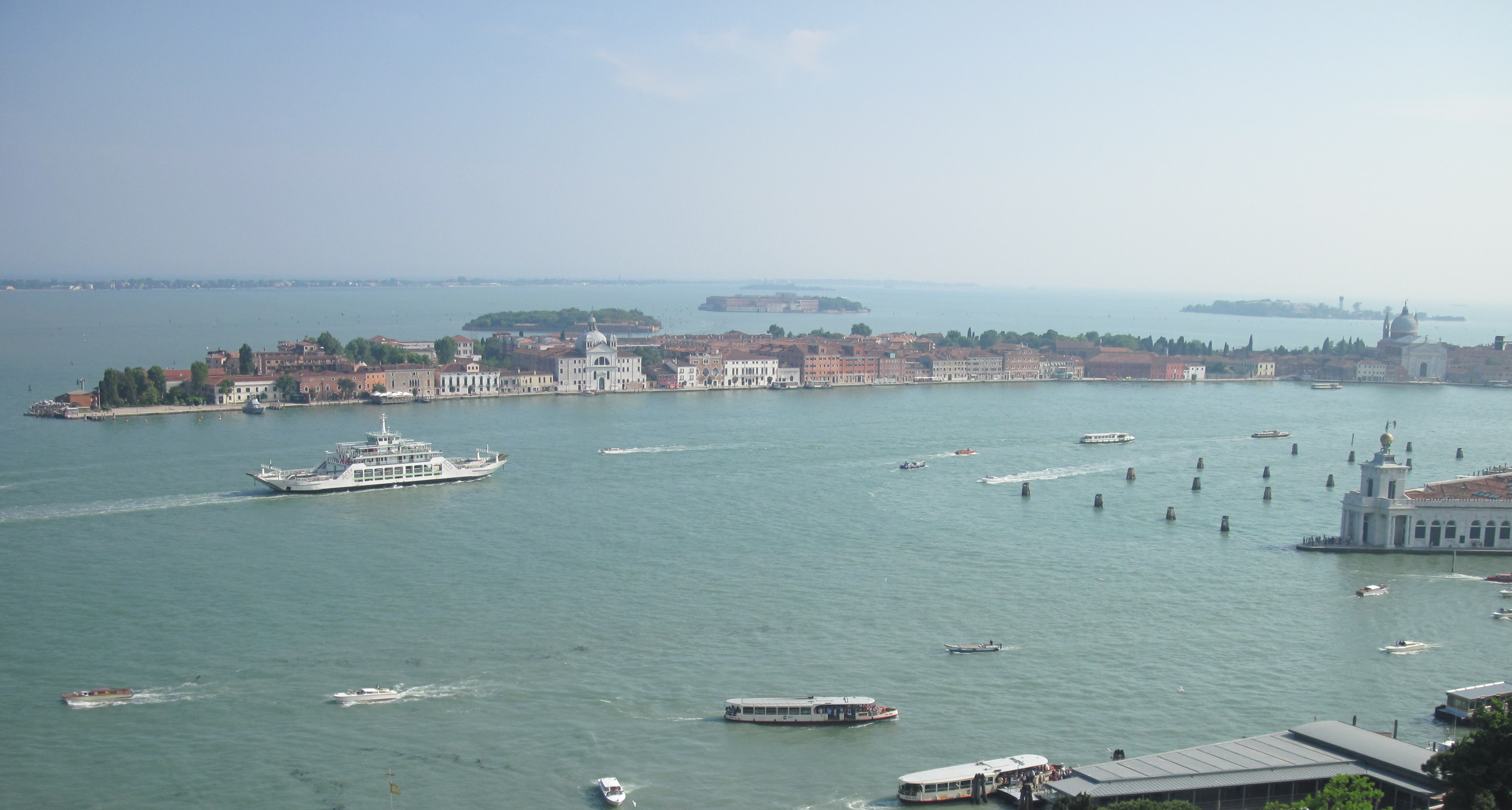
Canal de Giudecca visto do Campanário de São Marcos

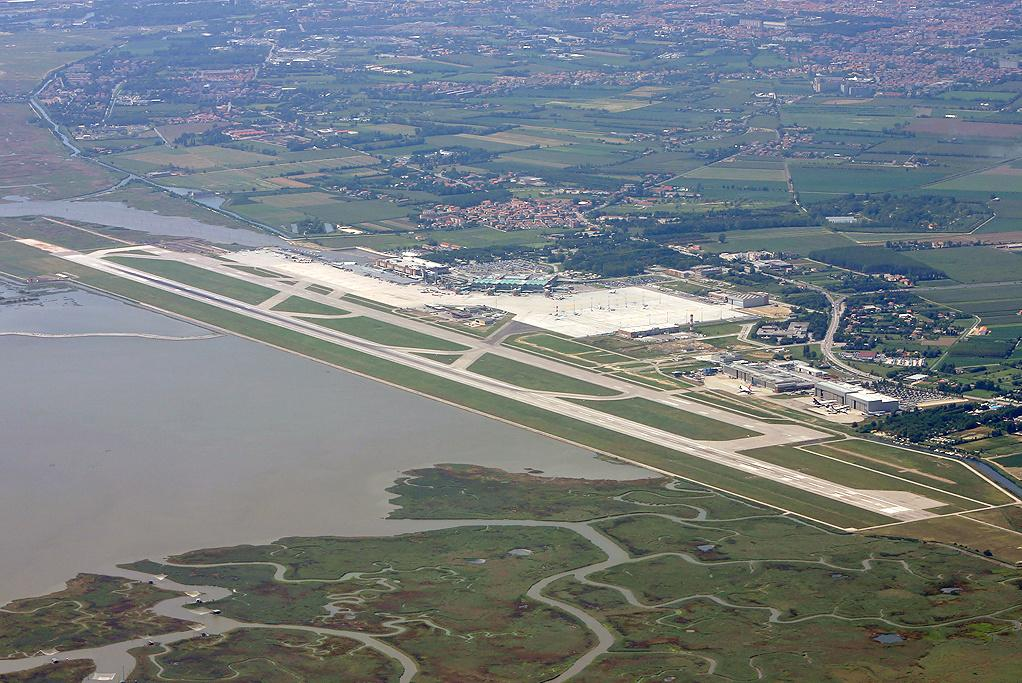
Aeroporto Internacional Marco Polo.

### Transportes
Veneza é mundialmente famosa pelos seus canais. A cidade foi construída sobre um arquipélago de 118 ilhas formadas por cerca de 150 canais numa lagoa rasa. As ilhas em que a cidade é construída são ligadas por cerca de 400 pontes. No velho centro, os canais servem a função de estradas, e de qualquer forma de transporte sobre a água ou a pé. No século XX, um aterro permitiu uma ligação ao continente, a construção da estação ferroviária de Venezia Santa Lucia em Veneza, uma estrada para automóveis e um estacionamento. Para além destas ligações para o continente no extremo norte da cidade, o transporte dentro da cidade continua a ser, como foi em séculos passados, inteiramente na água ou em pé. Veneza é a maior urbe da Europa com áreas livres para carros, única na Europa, permanecendo um considerável funcionamento da cidade no século XXI totalmente sem carros ou caminhões.[carece de fontes?]

### Transporte público
Azienda Trasporti Consorzio Veneziano (ACTV) é o nome do sistema de transporte público em Veneza. Ele combina tanto o transporte terrestre, com autocarro, e o canal de viagens, com barcos-autocarros (vaporetti). No total, existem 25 rotas que ligam vários pontos na cidade.[carece de fontes?]

### Cursos de água
O barco clássico veneziano é a gôndola, mas agora é mais utilizado por turistas, ou para casamentos, funerais ou outras cerimónias. A maioria dos venezianos agora viaja em barcos motorizados (vaporetti) que fazem viagens regulares ao longo das rotas principais dos canais da cidade e entre ilhas. A cidade também tem muitas embarcações privadas. As únicas gôndolas ainda de uso comum pelos venezianos são os Traghetti, onde os passageiros atravessam o Grande Canal em determinados momentos, sem pontes. Os visitantes podem ainda tomar os barcos-táxis entre áreas da cidade.[carece de fontes?]

### Aeroportos
Veneza é servida pelo recentemente reconstruído Aeroporto Internacional Marco Polo, ou Aeroporto de Veneza Marco Polo, nomeado em homenagem ao seu famoso cidadão. O aeroporto está situado no continente.
Algumas companhias do mercado, como o Aeroporto de Treviso em Treviso, a 20 km de Veneza, servem como entrada para Veneza. Alguns voos simplesmente anunciam "Veneza", sem nomear o aeroporto, exceto no papel dos bilhetes.

### Automóveis
Veneza é praticamente uma zona sem carros, por ser construída sobre a água. Os veículos podem atingir o terminal para carros/autocarros através da Ponte della Libertà (SR11). A ponte inicia-se a oeste do Mestre. Existem dois parques de estacionamento que servem a cidade: Tronchetto e Piazzale Roma.

## Cultura
A influência de Veneza estendeu-se naturalmente ao nível cultural ao longo da História. Exemplos disso são as telas para pintura, inventadas na cidade, inovações no fabrico do vidro, o papel dominante da Escola Veneziana na música europeia do século XVI, o grande número de impressores da cidades, ou as palavras de origem veneziana, relacionadas com a toponímia local ou características próprias da cidade, e que entraram no vocabulário de muitas línguas europeias: arsenal, ciao, gueto, gôndola, lazareto, laguna, lido, quarentena, Montenegro ou regata. O diminutivo de Veneza deu ainda lugar à designação da Venezuela, que significa "pequena Veneza".[carece de fontes?]
Veneza é na atualidade uma cidade de artes por excelência, devendo a sua fama mundial à simples condição de ser uma cidade construída sobre a água, com canais em vez de ruas, e é tomada como modelo de comparação com todas as cidades com canais, como por exemplo Amesterdão (A Veneza do Norte) ou na China, onde Suzhou é dita Veneza do Oriente, ou Aveiro (A Veneza de Portugal), ou a Little Venice de Londres, assim chamada por causa dos canais. Há um estado que tem o seu nome etimologicamente ligado a Veneza: a Venezuela, assim chamada pelo navegador florentino Américo Vespucci por causa das aldeias palafitas que viu.
A Biblioteca Marciana é a mais importante biblioteca de Veneza e uma das maiores de Itália. Contém uma das mais ricas colecções de manuscritos do mundo, bem como obras impressas, mapas, e outros documentos que totalizam milhares de raridades. Ocupa parte dos edifícios da praça de São Marcos na piazzetta dei Leoncini, na margem do Grande Canal. Outro ponto turístico é, no sestiere de Castello, o Arsenal de Veneza, estaleiro onde eram construídos os grandes navios comerciais e de guerra da Sereníssima República.

### Música
Se tivesse de procurar uma palavra que substituísse "música" poderia pensar em "Veneza".— Friedrich Nietzsche
Veneza é a pátria do célebre compositor barroco Antonio Vivaldi (1678-1741), do compositor Luigi Nono (1924-1990) e do compositor e diretor de orquestra Giuseppe Sinopoli (1946-2001). Claudio Monteverdi, chamado a San Marco pela corte de Mântua reorganizou o coro local e completou os seus madrigais em Veneza. Giovanni Gabrieli (1557-1612) era veneziano. A Benedetto Marcello (1686-1739) foi dedicado o Conservatório de Veneza. A tradição é antiga também no Ospedale della Pietà, escola de música para órfãos onde Vivaldi ensinou. Em 1636, foi aberto o primeiro teatro público pago do mundo, o San Cassiano. O teatro de ópera da cidade é o La Fenice reconstruído após o violento incêndio que o destruiu completamente em 1996. A Bienal de Veneza organiza o Festival de música contemporânea.

### Arquitetura
Era a Veneza na Ponte dos Suspiros; um palácio de um lado, do outro uma prisão; vede o seu perfil emergir da água como o toque da varinha de um mágico…— Lord Byron, em Childe Harold's Pilgrimage, canto IV, estr. 1, 1812

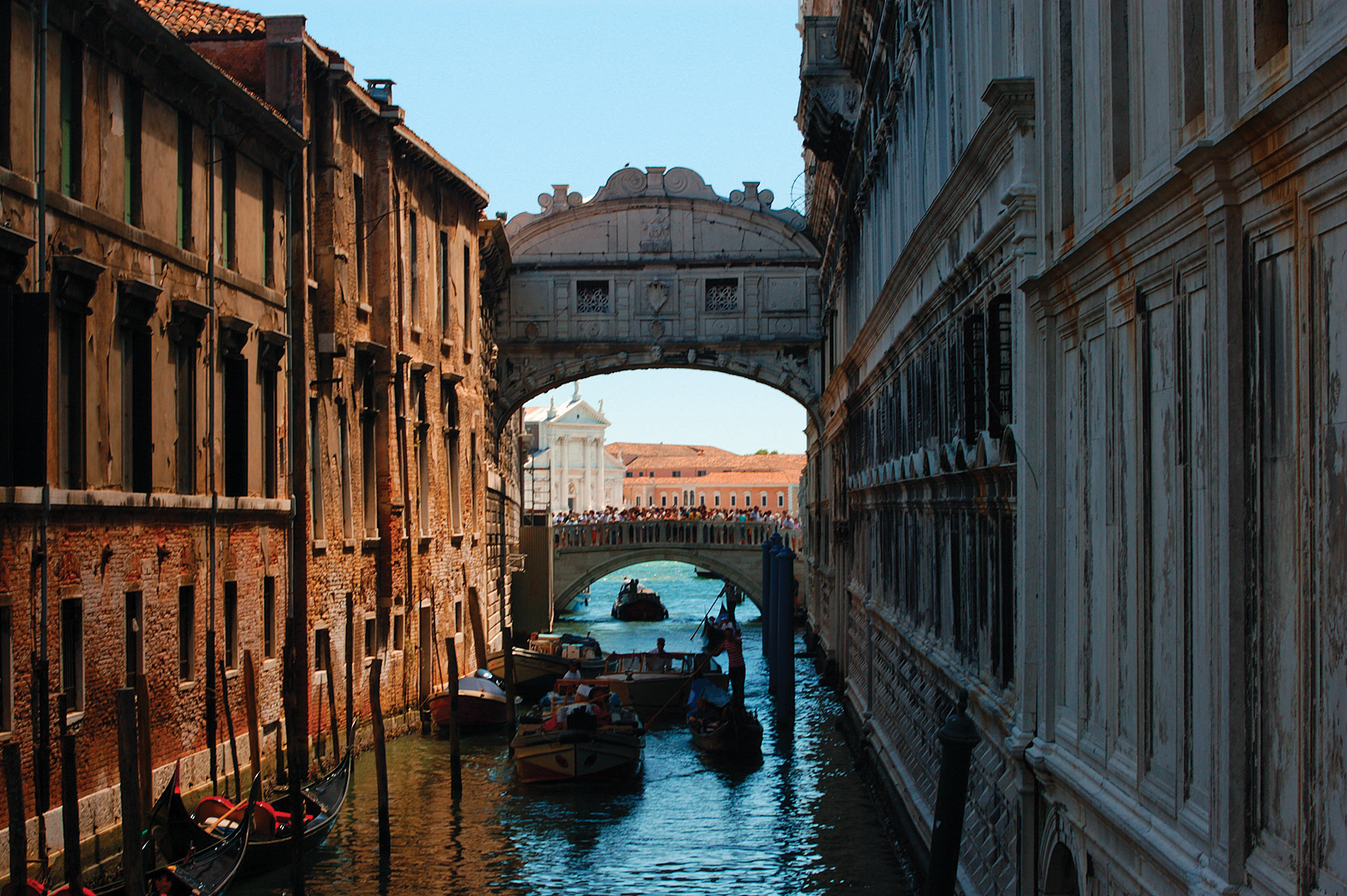
A Ponte dos Suspiros.

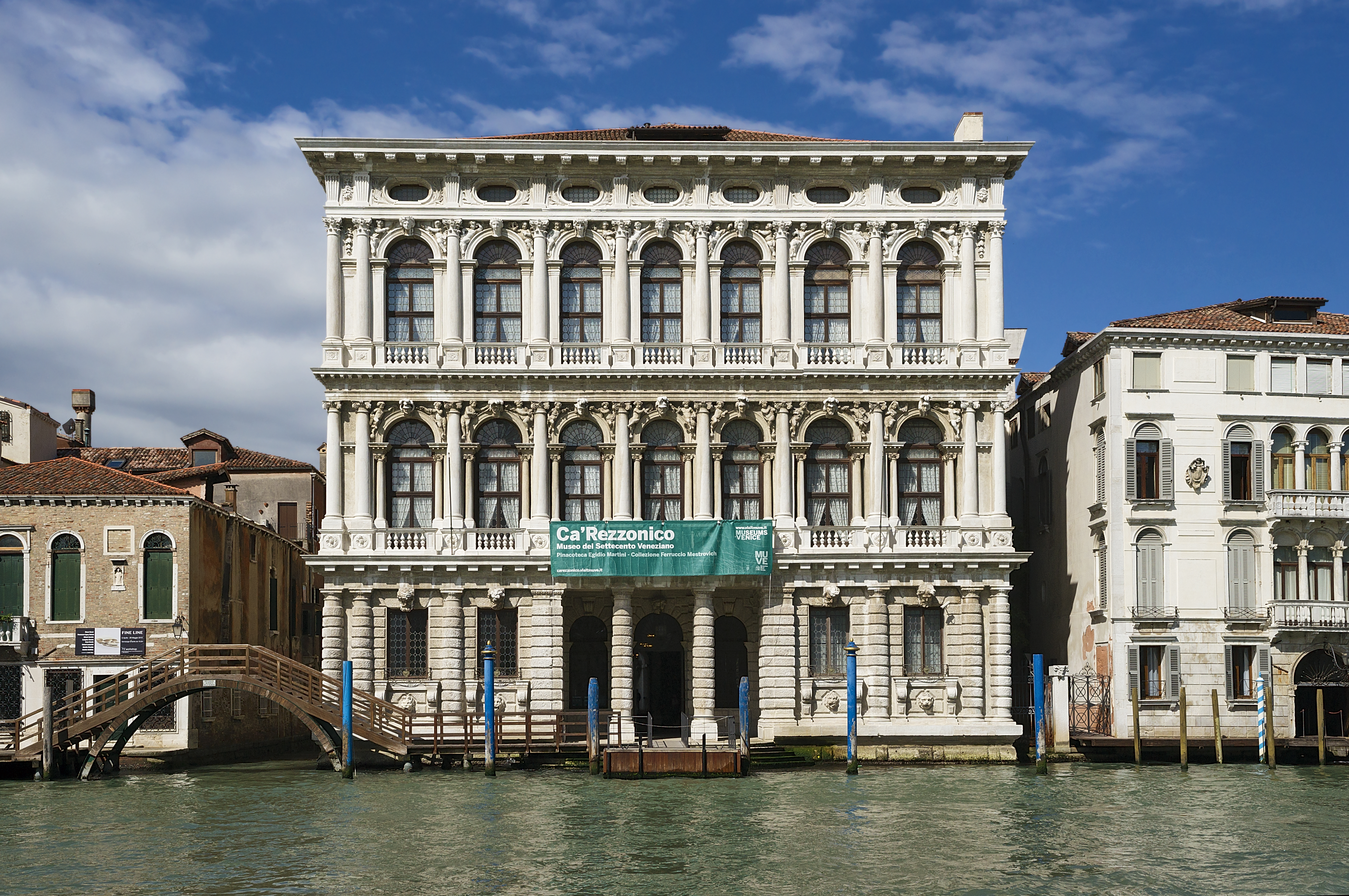
Ca' Rezzonico, em estilo barroco

O terreno sobre o qual se ergue Veneza fez com que ideias engenhosas permitissem a construção de edifícios e espaços públicos sobre fundações muito difíceis. É necessária a consolidação e a colocação de estacas.
O delicado equilíbrio da lagoa, que se ressente com o aporto de sedimentos e de água doce dos rios, da invasão da água do mar e da presença do vento, tornam necessário o controlo do regime das águas ao longo do tempo. Veneza tem intervenções hidráulicas de monta, que pretendem equilibrar o regime de subida das águas, mas frequentemente dá-se o fenómeno da acqua alta, quando as zonas mais baixas da cidade ficam totalmente cobertas por água. O projeto MoSE foi lançado pelo governo italiano para proteger a cidade, com diques e controlo das águas da lagoa vizinha mas é contestado por alguns ambientalistas.
A arquitetura típica veneziana tem um elemento facilmente reconhecível, designado patera, e que é um baixo-relevo ornamental de forma circular. Entre os palácios mais visitados de Veneza estão: Palácio dos Doges; Palazzi Barbaro; Ca' Rezzonico; Ca' d'Oro; Palácio Contarini del Bovolo e Palácio Grassi. Entre as pontes, as mais visitadas são: Ponte de Rialto; Ponte dos Suspiros; Ponte dos Descalços; Ponte da Constituição e Ponte da Academia.
Veneza é conhecida pelas magníficas e muito visitadas praças. Além da grande Praça de São Marcos (com a Basílica e o Campanário de São Marcos), a cidade dispõe de outras praças menores, chamadas "campo" no dialecto da cidade. Exemplos são o Campo Santa Margherita e o Campo San Polo.

### Artes

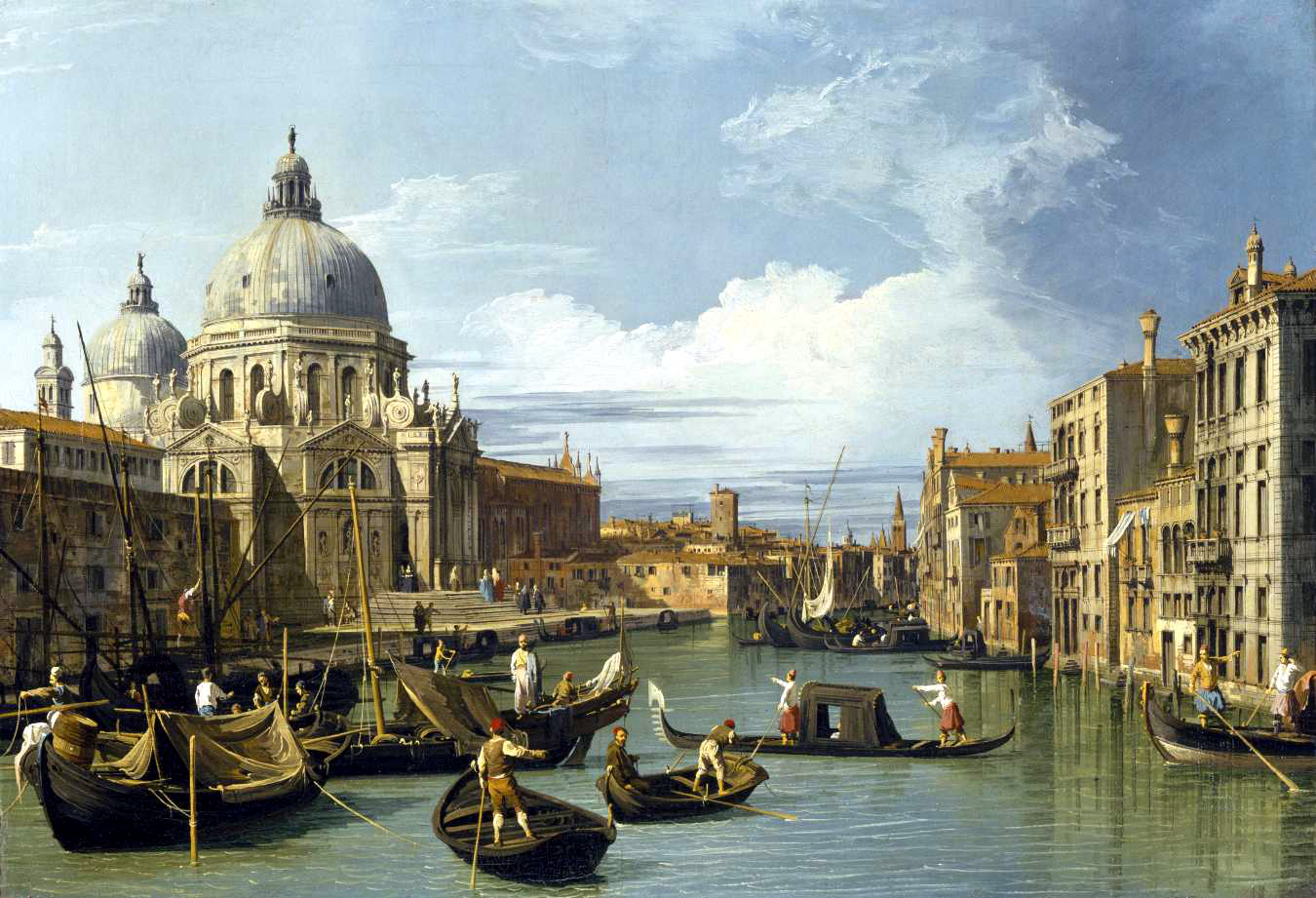
O Grande Canal e a Igreja da Salute, Canaletto, c. 1738.

A pintura veneziana teve influência da decoração bizantina e da pintura do norte da Europa, especialmente na pintura a óleo. Entre os pintores venezianos de maior importância encontram-se Antonello da Messina (1430-1479), Giovanni Bellini (1430-1516), Giorgione (1476/78-1510) - que introduziu uma série de pinturas representativas de temas esotéricos e pastorais oníricas, Tiziano (1487/90-1576), considerado o maior dos pintores venezianos, Jacopo Tintoretto (1518-1594), Veronese (1528-1588), Giovanni Battista Pittoni (1687-1767), Canaletto (1697-1768).
Veneza é uma cidade rica em museus, galerias de arte e eventos relacionados. Entre eles incluem-se: a Accademia, museu e galeria de arte especializada em arte até ao século XIX, que fica na margem sul do Grande Canal; o Museu Correr, museu municipal que ocupa parte da Ala Napoleónica; a Ca' d'Oro; e a mais recente Coleção Peggy Guggenheim.

### Eventos

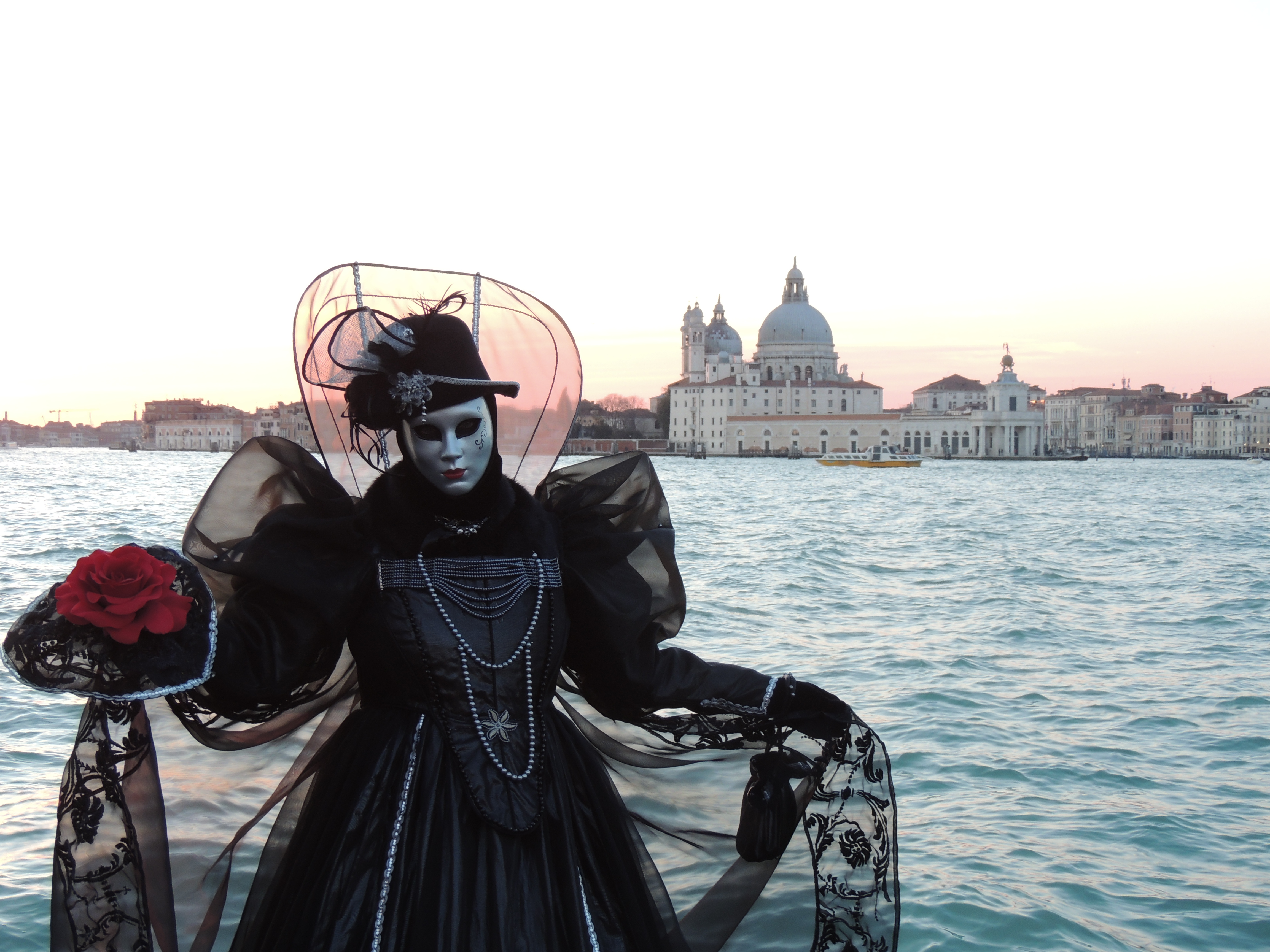
Carnaval de Veneza

O Carnaval de Veneza é uma festa carnavalesca que dura dez dias e em que os participantes costumam usar trajes típicos do século XVIII e máscaras. Nesses dias há em geral um acréscimo na já normal grande afluência de turistas à cidade. Interrompido em 1797, foi somente retomado na década de 1980.
O Festival Internacional de Cinema de Veneza (Mostra Internazionale d'Arte Cinematografica) é um festival internacional de cinema que é realizado anualmente desde 1932. O festival acontece no Palazzo del Cinema. Embora o festival seja anual, ele está englobado no que se designa como Bienal de Veneza, uma exposição internacional de artes de grande projecção internacional.